# المكثرون لرواية الحديث
المكثرون لرواية الحديث في علم مصطلح الحديث هم: الصحابة الذين تفرغوا لحفظ ونقل ورواية الحديث النبوي وقد اصطلح العلماء على أن من روى أكثر من ألف حديث يعد مكثرا، وقد اشتهر سبعة رواة من صحابة رسول الله ﷺ بكثرة رواياتهم للحديث النبوي وعدوا من المكثرين وهم: أبو هريرة، وعبد الله بن عمر بن الخطاب، وأنس بن مالك، وعائشة بنت الصديق، وعبد الله بن العباس، وجابر بن عبد الله، وأبو سعيد الخدري، وقد جمعهم الشاعر في بيتين من الشعر:
في ثلاث أبيات بالترتيب:

## قائمة أكثر رواة الحديث
وهم حسب نسبة عدد الأحاديث التي رووها على هذا الترتيب:
| رقم مسلسل | أسماء الصحابة     | عدد الأحاديث |
| --------- | ----------------- | ------------ |
| 1         | أبو هريرة         | 5374         |
| 2         | عبد الله بن عمر   | 2630         |
| 3         | أنس بن مالك       | 2286         |
| 4         | أم المؤمنين عائشة | 2210         |
| 5         | عبد الله بن عباس  | 1660         |
| 6         | جابر بن عبد الله  | 1540         |
| 7         | أبو سعيد الخدري   | 1170         |
| 8         | عبدالله بن مسعود  | 848          |

وقد اعتمد العلماء في ذلك على ما ذكره أبو الفرج بن الجوزي في كتابه: تلقيح فهوم أهل الأثر ـ وقد اعتمد ابن الجوزي في عدده على ما وقع لكل صحابي في مسند بقي بن مخلد الأندلسي المتوفى سنة 276هـ، فقد ذكر في كتابه أصحاب الألوف يعني من روى عنه أكثر من ألفي حديث، ثم أصحاب الألف يعني من روى فوق الألف ودون الألفين، ثم أصحاب المئين يعني من روى أكثر من مائة وأقل من ألف، وهكذا إلى أن ذكر من روي عنه حديثان ثم من روي عنه حديث واحد، وبه يتبين لك أن هؤلاء السبعة اختصوا بكثرة الرواية لا أنهم هم من تنحصر فيهم رواية الحديث.

## وصلات خارجية
- فتح المغيث بشرح ألفية الحديث للعراقي